# Hong Kong nos Jogos Olímpicos de Verão da Juventude de 2010
Hong Kong participou dos Jogos Olímpicos de Verão da Juventude de 2010 em Cingapura. Sua delegação foi composta por 14 atletas que competiram em sete esportes. Hong Kong conquistou uma medalha de prata.

## Medalhistas
| Medalha | Nome                     | Esporte | Evento               | Data         |
| ------- | ------------------------ | ------- | -------------------- | ------------ |
| Prata   | Chun Leung Michael Cheng | Vela    | Techno 293 masculino | 25 de agosto |

## Atletismo
| Evento                   | Atleta       | Qualificação | Qualificação | Final     | Final        |
| Evento                   | Atleta       | Resultado    | Posição      | Resultado | Posição      |
| ------------------------ | ------------ | ------------ | ------------ | --------- | ------------ |
| Salto em altura feminino | Wai Yee Fung | 1,70         | 13º          | 1,65      | 5º (Final B) |

## Esgrima
| Evento                       | Atleta               | Qualificação | Qualificação | Oitavas-de-final               | Quartas-de-final   | Semifinais         | Final              | Pos. final |
| Evento                       | Atleta               | Oponente Resultado | Pos.         | Oponente Resultado             | Oponente Resultado | Oponente Resultado | Oponente Resultado | Pos. final |
| ---------------------------- | -------------------- | --- | ------------ | ------------------------------ | ------------------ | ------------------ | ------------------ | ---------- |
| Sabre individual masculino   | Jackson Wang         | GER Richard Hubers D 1-5 FRA Arthur Zatko D 2-5 ROU Dragos Sirbu D 4-5 BLR Mikhail Akula D 1-5 EGY Ziad Elsissy V 5-2 NIG Djibrilla Issaka Kondo V 5-0                                           | 10º          | RUS Artur Okunev D 14-15       | Não avançou        | Não avançou        | Não avançou        | 11º        |
| Florete individual masculino | Nicholas Edward Choi | USA Alexander Massialas D 3-5 CZE Alexander Choupenitch V 5-0 DEN Alexandros Boeskov-Tsoronis V 5-4 TUR Tevfik Burak Babaoglu D 4-5 CUB Redys Prades Rosabal D 1-5 SIN Xian Shi Justin Ong V 5-4 | 6º           | DEN A. Boeskov-Tsoronis D 9-15 | Não avançou        | Não avançou        | Não avançou        | 9º         |

| Evento         | Atleta                                                                          | Oitavas-de-final   | Quartas-de-final        | Classificação 5-8       | Disputa pelo 7º lugar     | Pos. final |
| Evento         | Atleta                                                                          | Oponente Resultado | Oponente Resultado      | Oponente Resultado      | Oponente Resultado        | Pos. final |
| -------------- | ------------------------------------------------------------------------------- | ------------------ | ----------------------- | ----------------------- | ------------------------- | ---------- |
| Equipes mistas | Jackson Wang e Nicholas Edward Choi (como integrantes da equipe Ásia-Oceania 2) | Sem oponente       | Equipe Europa 2 D 21-30 | Equipe Europa 4 D 23-30 | Equipe Américas 2 D 27-28 | 8º         |

## Hipismo
| Evento            | Atleta                                                      | Cavalo           | Preliminares | Preliminares | Preliminares | Preliminares | Preliminares | Preliminares | Final       | Final       | Pos. final       |
| Evento            | Atleta                                                      | Cavalo           | Rodada A     | Rodada A     | Rodada B     | Rodada B     | Rodada B     | Total A+B    | Penal.      | Tempo       | Pos. final       |
| Evento            | Atleta                                                      | Cavalo           | Penal. salto | Pos.         | Penal. salto | Penal. tempo | Total B      | Total A+B    | Penal.      | Tempo       | Pos. final       |
| ----------------- | ----------------------------------------------------------- | ---------------- | ------------ | ------------ | ------------ | ------------ | ------------ | ------------ | ----------- | ----------- | ---------------- |
| Saltos individual | Jasmine Zin Man Lai                                         | Butterfly Kisses | 8            | 16º          | 4            | 0            | 4            | 12           | Não avançou | Não avançou | 17º              |
| Saltos por equipe | Jasmine Zin Man Lai (como integrante da equipe Australásia) | Butterfly Kisses | 4            | 1º           | 4            | 0            | 4            | 8            | 4           | 154.26      | Medalha de prata |

## Natação
| Evento                | Atleta                                                           | Qualificação | Qualificação | Semifinais  | Semifinais   | Final       | Final       |
| Evento                | Atleta                                                           | Resultado    | Posição      | Resultado   | Posição      | Resultado   | Posição     |
| --------------------- | ---------------------------------------------------------------- | ------------ | ------------ | ----------- | ------------ | ----------- | ----------- |
| 200 m livre masculino | Kin Tat Kent Cheung                                              | 1:54.15      | 19º (5º q6)  |             |              | Não avançou | Não avançou |
| 50 m livre masculino  | Lum Ching Tat                                                    | 23.30        | 4º (2º q6)   | 23.14       | 6º (3º sf1)  | 23.11       | 5º          |
| 100 m livre masculino | Lum Ching Tat                                                    | 52.33        | 23º (5º q6)  | Não avançou | Não avançou  | Não avançou | Não avançou |
| 50 m livre feminino   | Wai Ting Yu                                                      | 26.92        | 12º (5º q7)  | 26.64       | 12º (6º sf1) | Não avançou | Não avançou |
| 50 m peito feminino   | Yvette Man-Yi Kong                                               | 33.31        | 9º (5º q3)   | 33.69       | 16º (8º sf2) | Não avançou | Não avançou |
| 100 m peito feminino  | Yvette Man-Yi Kong                                               | 1:13.31      | 14º (4º q3)  | 1:12.67     | 12º (6º sf1) | Não avançou | Não avançou |
| 200 m peito feminino  | Yvette Man-Yi Kong                                               | 2:42.03      | 16º (4º q1)  |             |              | Não avançou | Não avançou |
| 4x100 m livre misto   | Kin Tat Kent Cheung Lum Cheng Tat Wai Ting Yu Ivette Man-Yi Kong | 3:40.34      | 8º (2º q1)   |             |              | 3:40.08     | 7º          |
| 4x100 m medley misto  | Kin Tat Kent Cheung Lum Cheng Tat Wai Ting Yu Ivette Man-Yi Kong | 4:14.66      | 13º (3º q1)  |             |              | Não avançou | Não avançou |

## Tênis de mesa
| Evento            | Atleta         | Preliminares | Preliminares | Preliminares | 2ª fase | 2ª fase | 2ª fase | Quartas-de-final                                                      | Semifinais  | Final       | Pos. final |
| Evento            | Atleta         | Grupo        | Confrontos | Pos.         | Grupo   | Confrontos | Pos.    | Quartas-de-final                                                      | Semifinais  | Final       | Pos. final |
| ----------------- | -------------- | ------------ | --- | ------------ | ------- | --- | ------- | --------------------------------------------------------------------- | ----------- | ----------- | ---------- |
| Simples masculino | Chung Hei Chiu | E            | THA Tanapol Santiwattanatarm V 3-1 (11-7, 16-14, 10-12, 14-12) CZE Ondrej Bajger V 3-0 (12-10, 11-5, 11-9) SRI Hasintha Arsa Marakkala V 3-0 (11-7, 11-4, 11-9) | 1º           | CC      | CRO Luka Fučec V 3-2 (10-12, 11-5, 11-9, 9-11, 11-7) FRA Simon Gauzy D 1-3 (11-8, 4-11, 6-11, 5-11) POL Konrad Kulpa V 3-2 (10-12, 11-4, 4-11, 11-2, 11-7) | 2º      | TPE Tzu-Hsiang Hung D 3-4 (7-11, 11-8, 12-10, 11-8, 5-11, 3-11, 6-11) | Não avançou | Não avançou | 5º         |
| Simples feminino  | Ka Yee Ng      | H            | SRI Nuwani Vithanage V 3-0 (11-4, 11-8, 11-4) USA Ariel Hsing V 3-2 (9-11, 11-7, 7-11, 11-9, 11-3) PUR Carelyn Cordero V 3-1 (11-9, 8-11, 11-7, 12-10)          | 1º           | AA      | ROU Bernadette Szocs V 3-0 (11-5, 11-8, 11-4) PRK Kim Song I D 1-3 (10-12, 11-9, 6-11, 9-11) POR Maria Xiao D 1-3 (15-13, 7-11, 3-11, 8-11)                | 4º      | Não avançou                                                           | Não avançou | Não avançou | --         |

| Evento         | Atleta                     | Preliminares | Preliminares                                                                                            | Preliminares | 2ª fase                    | Quartas-de-final | Semifinais  | Final       | Pos. final |
| Evento         | Atleta                     | Grupo        | Confrontos                                                                                              | Pos.         | 2ª fase                    | Quartas-de-final | Semifinais  | Final       | Pos. final |
| -------------- | -------------------------- | ------------ | --- | ------------ | -------------------------- | ---------------- | ----------- | ----------- | ---------- |
| Equipes mistas | Chung Hei Chiu e Ka Yee Ng | D            | IND Índia V 3-0 (3-0, 3-0, 3-0) SRI Sri Lanka V 3-0 (3-1, 3-2, 3-1) THA Tailândia D 1-2 (2-3, 3-2, 1-3) | 2º           | JPN Japão D 0-2 (2-3, 2-3) | Não avançou      | Não avançou | Não avançou | 9º         |

## Triatlo
| Evento               | Triatleta                                             | Natação | Transição 1 | Ciclismo | Transição 2 | Corrida | Tempo total | Pos. |
| -------------------- | ----------------------------------------------------- | ------- | ----------- | -------- | ----------- | ------- | ----------- | ---- |
| Individual feminino  | Hui Wai Sum Vincci                                    | 10:44   | 0:33        | 33:14    | 0:25        | 20:50   | 1:05:46.13  | 17º  |
| Individual masculino | Law Leong Tim                                         | 9:01    | 0:34        | 29:42    | 0:25        | 19:13   | 58:55.12    | 25º  |
| Revezamento          | Hui Wai Sum Vincci (como integrante da equipe Ásia 1) |         |             |          |             |         | 1:23:20.88  | 8º   |
| Revezamento          | Law Leong Tim (como integrante da equipe Ásia 2)      |         |             |          |             |         | 1:27:40.62  | 13º  |

## Vela
| Evento               | Atleta                   | Regata | Regata | Regata | Regata | Regata | Regata | Regata | Regata | Regata | Regata | Regata | Total | Posição          |
| Evento               | Atleta                   | 1      | 2      | 3      | 4      | 5      | 6      | 7      | 8      | 9      | 10     | M      | Total | Posição          |
| -------------------- | ------------------------ | ------ | ------ | ------ | ------ | ------ | ------ | ------ | ------ | ------ | ------ | ------ | ----- | ---------------- |
| Techno 293 masculino | Chun Leung Michael Cheng | 2      | 5      | 3      | 4      | 3      | 1      | 2      | 7      | 3      | 3      | 5      | 31    | Medalha de prata |
| Techno 293 feminino  | Ka Kei Man               | 8      | 10     | 7      | 7      | 7      | OCS    | 6      | 5      | 9      | 9      | 10     | 78    | 9º               |

Notas:
- M - Regata da Medalha
- OCS – On the Course Side of the starting line
- DSQ – Disqualified (Desclassificado)
- DNF – Did Not Finish (Não completou)
- DNS – Did Not Start (Não largou)
- BFD – Black Flag Disqualification (Desclassificado por bandeira preta)
- RAF – Retired after Finishing (Retirou-se após completar a prova)